# Walter Stieglitz
Walter Stieglitz (* 8. Dezember 1928) ist ein ehemaliger deutscher Fußballspieler. In den 1950er-Jahren spielte er für die BSG Chemie Leipzig und den SC Lokomotive Leipzig in der DDR-Oberliga, der höchsten Liga im DDR-Fußball. 1957 gewann er mit dem SC Lokomotive den DDR-Fußballpokal.

## Sportliche Laufbahn
Nachdem Walter Stieglitz bis 1951 mit der Betriebssportgemeinschaft (BSG) Motor Böhlitz-Ehrenberg in der Kreisklasse Leipzig gespielt hatte, wechselte der 22-Jährige zum amtierenden Fußballmeister Chemie Leipzig in die DDR-Oberliga. In der Saison 1951/52, in der die Leipziger den Meistertitel nicht mehr verteidigen konnten, waren dort 36 Spiele zu absolvieren, in denen Neuling Stieglitz 14-mal eingesetzt wurde. Dabei spielte er überwiegend als linker Mittelfeldspieler. Das Mittelfeld war zunächst auch in den folgenden Spielzeiten sein Betätigungsfeld. Während Stieglitz 1952/53 mit 29 von 32 Oberligaspielen in die Stamm-Mannschaft der BSG Chemie aufstieg, fehlte er in der folgenden Saison verletzungsbedingt bei neun von 28 Punktspielen. 
Im August 1954 wurde die Oberligamannschaft der BSG Chemie Leipzig vom neu gegründeten SC Lokomotive Leipzig übernommen. In den folgenden fünf Spielzeiten hatte Stieglitz stets einen Stammplatz in der Oberligamannschaft sicher. In der Saison 1956 setzte ihn Trainer Fritz Wittenbecher nach sechs Spieltagen für den Rest der Saison als rechten Verteidiger ein. Diese Maßnahme wurde später auch vom nachfolgenden Trainer Alfred Kunze übernommen. Als rechter Verteidiger stand Stieglitz auch 1957 im Endspiel um den FDGB-Pokal, das der SC Lok mit einem 2:1-Sieg nach Verlängerung über den SC Empor Rostock gewann. 1959 absolvierte der 30-jährige Walter Stieglitz seine letzte Saison für den SC Lokomotive Leipzig. Er kam erst am achten Oberliga-Spieltag zum Einsatz und kam bis zum Saisonende nur noch auf dreizehn Spiele in der Oberliga. 
Als Freizeitsportler schloss er sich in der Spielzeit 1960 dem viertklassigen Bezirksligisten Lok Leipzig-Ost an. 1958 verhalf er der Mannschaft zur Bezirksmeisterschaft und zum Aufstieg in die II. DDR-Liga.